# Нове-Бжеско (город)
Нове-Бжеско (пол. Nowe Brzesko) —  город в Польше, входит в Малопольское воеводство, Прошовицкий повят. Имеет статус городско-сельской гмины. Население около 1700 человек. Статус города получил с 1 января 2011 года.